# Troposporopsis atroapicis
Troposporopsis atroapicis är en svampart som beskrevs av Whitton, McKenzie & K.D. Hyde 1999. Troposporopsis atroapicis ingår i släktet Troposporopsis, divisionen sporsäcksvampar och riket svampar.   Inga underarter finns listade i Catalogue of Life.